# Cas Murer: El carnisser de Vílnius
Cas Murer: El carnisser de Vílnius (títol original: Murer: Anatomie eines Prozesses) és una pel·lícula austro-luxemburguesa estrenada el 2018 al festival de cinema Diagonale de Graz. És protagonitzada per Karl Fischer i Karl Markovics. El doblatge en català central projectà per primera vegada als cinemes el 18 de gener del 2019. També s'ha doblat al valencià per a À Punt.

## Argument
El film explica la història real de Franz Murer, un oficial austríac de la Schutzstaffel que va organitzar i governar el gueto de Vílnius i va ser responsable de l'assassinat de jueus durant la Segona Guerra Mundial. L'argument s'estructura a partir del judici de Murer.